# Tibiodrepanus kazirangensis
Tibiodrepanus kazirangensis là một loài bọ cánh cứng trong họ Bọ hung (Scarabaeidae).